# Ralph Smith
Ralph Allon «Catfish» Smith Sr. (Brookhaven, 1 de diciembre de 1938-McComb, 23 de agosto de 2023) fue un jugador profesional estadounidense de fútbol americano que fue finalista en la National Football League (NFL). Jugó ocho temporadas para los Philadelphia Eagles (1962-1964), los Cleveland Browns (1965-1968) y los Atlanta Falcons (1969). Los Eagles lo seleccionaron procedente de Ole Miss en 1962 y también tuvo una temporada con los New Orleans Saints.

## Primeros años
Smith nació el 1 de diciembre de 1938 en Brookhaven, Mississippi, y creció allí. Asistió por primera vez a la Escuela Militar Universitaria en Mobile, Alabama, en 1954, antes de trasladarse a la Escuela Secundaria Brookhaven en su ciudad natal, donde asistiría de 1955 a 1957. Compañero de Lance Alworth en el equipo de fútbol, obtuvo 15 letras en cuatro deportes (fútbol, baloncesto, atletismo, béisbol).
Smith tuvo muchos logros en Brookhaven. En fútbol, los ayudó a ganar el campeonato de conferencia en 1955 y 1957, obteniendo honores de conferencia, All-Southern y All-American en las tres temporadas y siendo invitado a varios juegos de estrellas en su último año. También fue nombrado tres veces miembro de todas las conferencias de baloncesto, los ayudó a ganar el campeonato de baloncesto de la conferencia en 1955 y ayudó al equipo de atletismo a ganar el campeonato estatal en 1957.

## Carrera universitaria
Smith comenzó a asistir a la Universidad de Misisipi (Ole Miss) en 1958 y jugó en el equipo de fútbol de primer año ese año. Ingresó al equipo universitario en 1959 y jugó hasta 1961 como extremo de dos vías. Contribuyó a sus campeonatos nacionales consecutivos en 1959 y 1960 y, en general, el equipo tuvo 29–3–1 con él en la lista. Ole Miss jugó un juego de bolos cada año que Smith estuvo en la lista y obtuvo los honores All-SEC en sus últimos dos años, siendo seleccionado en el tercer equipo en 1960 y seleccionado en el segundo equipo en 1961. En su último año en 1961, lideró al equipo tanto en recepciones como en tacleadas por pérdida y fue nombrado All-American del segundo equipo.
Smith recibió el apodo de «Catfish» en Ole Miss, siendo comparado con Vernon «Catfish» Smith, que jugó en Georgia.

## Carrera profesional
Smith fue seleccionado tanto en el Draft de la AFL de 1962 por los San Diego Chargers (12.º ronda, 93.º en general) como en el Draft de la NFL de 1962 por los Philadelphia Eagles (8.º ronda, 111.º en general), y finalmente eligió jugar para los Eagles. Apareció en 13 juegos, ninguno como titular, en su temporada de novato, registrando una recepción para 29 yardas junto con una carrera para 13 yardas. Jugó los 14 partidos, cuatro como titular, en 1963 antes de jugar 11 partidos, dos como titular, para el equipo en 1964 Atrapó cinco pases para 63 yardas y un touchdown en 1963 y luego tuvo cuatro para 35 yardas la temporada siguiente. El equipo lo liberó como parte de los recortes de plantilla en 1965.
Smith se unió a los Cleveland Browns después de ser liberado por Filadelfia. Luego jugó cuatro años para los Browns, apareciendo en todos los juegos durante ese lapso y siendo titular en 29 de sus 56 apariciones. Atrapó 13 pases para 183 yardas con tres touchdowns en 1966 y tuvo la mejor marca de su carrera con 14 recepciones para 211 yardas el año siguiente, anotando dos touchdowns en esa temporada (una recepción, otra en una devolución de balón suelto). Fue puesto en libertad tras la temporada de 1968.
Después de dejar a los Browns, Smith firmó con los New Orleans Saints. No llegó a la lista final. Los Atlanta Falcons firmaron exenciones después de no poder llegar a los Saints. Smith jugó en los 14 partidos como suplente de Atlanta antes de retirarse después de la temporada. Terminó su carrera en la NFL habiendo jugado 108 juegos, 25 de los cuales fue titular, y registró seis touchdowns (cinco recepciones, una devolución de balón suelto) con 41 recepciones para 549 yardas.

## Vida posterior y muerte
Smith abrió y operó un restaurante de barbacoa llamado «Skinny's» después de su carrera futbolística. Fue incluido en el Salón de la Fama del Deporte de Misisipi en 2002. Murió el 23 de agosto de 2023 en McComb, Misisipi, a los 84 años.